# جفری استار
جفری استار (به انگلیسی: Jeffree Star؛ زاده‌شده به نام جفری لین اشتاینینگر جونیور در ۱۵ نوامبر ۱۹۸۵) چهره‌پرداز، شخصیت رسانه‌ای و خواننده-ترانه‌پرداز آمریکایی می‌باشد. او بنیان‌گذار و مالک جفری استار کازمتیکس است.

## زندگی شخصی
استار از سال ۲۰۱۵ تا ژانویهٔ سال ۲۰۲۰ با نیتن شوانت رابطه داشت. وی میگوید از مصرف سیگار و مواد مخدر سنگین اجتناب می‌کند، اگرچه به گفتهٔ او، شاهدانه می‌کشد.
استار از دسامبر سال ۲۰۲۰ در کسپر، وایومینگ اقامت دارد.